# Fimbristylis juncea
Fimbristylis juncea là loài thực vật có hoa trong họ Cói. Loài này được (G.Forst.) R.Br. ex Roem. & Schult. mô tả khoa học đầu tiên năm 1817.